# جين في
جين في (بالإنجليزية: Gen V)‏ هو مسلسل أبطال خارقين أمريكي مشتق من مسلسل الرفاق. المسلسل من بطولة جاز سنكلير، ليزي برودواي، تشانس بيدرومو ومادي فيليبس، توفر للعرض على منصة أمازون برايم فيديو في 29 سبتمبر 2023.

## روابط خارجية
- جين في على موقع IMDb (الإنجليزية)
- جين في على موقع ميتاكريتيك (الإنجليزية)
- جين في على موقع روتن توميتوز (الإنجليزية)
- جين في على موقع كينوبويسك (الروسية)
- جين في على موقع ألو سيني (الفرنسية)
- جين في على موقع قاعدة بيانات الفيلم (الإنجليزية)